# Death Parade
Death Parade (デス・パレード, Desu Parēdo) é uma série de anime de 2015 criada, escrita e dirigida por Yuzuru Tachikawa e produzida pelo Madhouse. A série surgiu a partir do curta Death Billiards (デス・ビリヤード, Desu Biriyādo), que foi originalmente produzido pela Madhouse para o Young Animator Training Project e lançado em 2 de março de 2013. A série foi ao ar no Japão entre 9 de janeiro de 2015 e 27 de março de 2015 pela Nippon TV.

## Sinopse
Sempre que duas pessoas na Terra morrem ao mesmo tempo, elas são enviadas para um dos muitos misteriosos bares geridos por bartenders que servem como juízes. Lá, as pessoas devem participar de jogos de morte, cujos resultados revelam segredos que levaram a sua situação presente e qual será seu destino, ser enviado para reencarnar na Terra ou ser banido para o vazio. A série segue Decim, o barman solitário do bar Quindecim, cujo papel no julgamento dessas almas muda quando conhece uma bela e misteriosa mulher de cabelos negros.

## Personagens

### Personagens principais
Decim (デキム, Dekimu)
O bartender do bar Quindecim (localizado no 15º andar) que supervisiona os Jogos da Morte. Seu hobby é fazer manequins que se assemelham aos hóspedes que ele julgou anteriormente. Afirma-se que ele não tem emoções humanas, no entanto, ele é o primeiro boneco ou fantoche a possuir emoções humanas por razões próprias da Nona. Voz de Tomoaki Maeno.
Chiyuki (A Mulher de Cabelos Negros) (知幸 (黒髪の女), Chiyuki (Kurokami no Onna))
Um ser humano que inicialmente não tem memória de sua vida ou de seu verdadeiro nome e é simplesmente chamada de "a mulher de cabelos negros". Ela trabalha como assistente no Quindecim, onde aprende os métodos que os juízes usam para julgar almas humanas. Mais tarde, seu verdadeiro nome é revelado, sendo ele Chiyuki (知幸 Chiyuki). Voz de Asami Seto.

### Juízes
Nona (ノーナ, Nōna)
É a chefe de Decim, comanda a torre inteira e trabalha principalmente no 90° andar. Algumas vezes supervisiona os jogos. Voz de Rumi Ōkubo.
Ginti (ギンティ, Ginti)
É o bartender do 20º andar. Voz de Yoshimasa Hosoya.
Clavis (クラヴィス, Kuravisu)
É um atendente de elevador que é sempre visto sorrindo. Voz de Kōki Uchiyama.
Quin (クイーン, Kuīn)
É uma membro do divisão de informação, era ela quem dirigia o bar Quindecim antes de Decim. Voz de Ryōko Shiraishi.
Castra (カストラ, Kasutora)
É uma mulher com um capacete de crânio que supervisiona as mortes em todo o mundo e decide quais almas são enviadas para cada juíz. Voz de Ryōka Yuzuki.
Oculus (オクルス, Okurusu)
É um suposto deus que passa seu tempo livre jogando sinuca com bolas em forma de corpos celestes. Voz de Tesshō Genda.

### Jogadores
Homem (男, Otoko)
Apareceu em "Death Billards" como um arrogante homem de 30 anos. Ele e um idoso foram forçados a jogar uma partida de bilhar que iria decidir o destino de ambos. No meio do jogo, ele percebe que subestimou o velho e que estava sendo derrotado, então decide atacá-lo com o taco, mas se surpreende com o rápido reflexo do idoso que consegue se defender. Após o confronto, ele lembra que já está morto e que fora assassinado por sua namorada depois de ela descobrir que ele a traía. No final do jogo, o homem e o velho são conduzidos ao elevador e o destino de ambos não é revelado. Voz de Yuichi Nakamura.
Velho (老人, Rōjin)
Apareceu em "Death Billards"' e morreu de causas naturais. Ele chegou ao Quindecim após o homem, onde ambos foram obrigados a jogar uma partida de bilhar que iria decidir seus destinos. Ao contrário do homem, que é arrogante e agressivo, ele é calmo e equilibrado. Mesmo quando ocorre um confronto com o último, ele foi capaz de se defender. No final do jogo, foram levados ao elevador por Decim e seus destinos não são revelados. Antes de entrar no elevador, ele sussurra algo para Decim. Na cena final, é visto com um sorriso no rosto. Voz de Jun Hazumi.
Takashi (たかし, Takashi)
O primeiro a jogar o jogo. Ele e sua esposa Machiko concordam em jogar um jogo de dardos com suas vidas apostadas. Depois de lembrar que descobriu que Machiko tinha um caso com outro homem, ele decide jogar para ganhar e é mostrado que fora seu ciúme que resultou na morte do casal. Ele perde, mas Decim o envia para a reencarnação. Voz de Kazuya Nakai.
Machiko (真智子, Machiko)
A primeiro a jogar o jogo. Ela e seu marido Takashi jogam um jogo de dardos com suas vidas apostadas. Depois de admitir que tinha um caso com outro homem e que ela se casou com Takashi apenas pelo dinheiro, ela vence o jogo. Takashi a ataca, mas Decim intervém. Embora ela ganhe o jogo, o julgamento de Decim a envia para o vazio. Mais tarde é sugerido que ela mentiu sobre sua traição para diminuir a culpa de Takashi sobre a morte de seu bebê. Embora a mulher de cabelos negros tenha notado seu sacrifício, já era tarde demais para Decim reverter seu julgamento. Voz de Ayako Kawasumi.
Shigeru Miura (三浦 しげる, Miura Shigeru)
Um estudante universitário que desperta no Quindecim e se reúne com sua amiga de infância. Ele joga o Boliche da Morte contra ela, depois lembra que morreram juntos em um acidente de ônibus. Voz de Junji Majima.
Mai Takada (高田 舞, Takada Mai)
Uma atendente da pista de boliche onde Miura e seus amigos costumavam jogar. É revelado que ela era amiga de infância de Chisato e Miura. Voz de Mao Ichimichi.
Chisato Miyazaki (みやざき ちさと, Miyazaki Chisato)
Uma amiga de infância de Miura e Mai que perdeu contato. Mai inicialmente afirma ser Chisato quando ela conhece Miura no Quindecim. Voz de Marie Hatanaka.
Misaki Tachibana (橘みさき, Tachibana Misaki)
Ela é apresentadora de um reality show. Ainda muito jovem Misaki engravida de um homem abusivo. Ela tentou criar seus cinco filhos, apesar dos percalços de seus vários relacionamentos fracassados. Ela foi estrangulada até a morte por sua agente durante um acesso de raiva depois que ela a deu um tapa no rosto. Voz de Yuriko Yamaguchi.
Yousuke Tateishi (立石 洋介, Tateishi Yousuke)
Os pais de Yousuke se divorciaram e seu pai se casou novamente. No entanto, Yousuke se recusou a aceitar sua nova mãe e sempre a evitou em casa, assim acaba cometendo suicídio se jogando da janela. Ele é colocado em um Jogo da Morte contra Misaki onde eles devem lutar em uma partida de fliperama. Voz de Masakazu Morita.
Mayu Arita (有田 マユ, Arita Mayu)
Uma adolescente espalhafatosa que morreu após escorregar em uma barra de sabonete. Ela é enviada para o Viginti onde joga um jogo de twister contra Harada. Ao contrário dos outros convidados, ela acaba ficando no Viginti em vez de reencarnar ou ser enviada para o vazio. Ginti no penúltimo episódio, mostra-lhe o corpo sem alma de Harada, dizendo que é possível reanimá-lo, mas isso exigiria o envio da alma de outro jovem para o vazio em seu lugar. Ela escolhe fazê-lo, levando o corpo de Harada consigo para recuperar sua alma. Quando o elevador está quase chegando ao destino, Harada consegue ser revivido por breves segundos antes de ambas as almas caírem no vazio, reduzindo seus corpos de volta aos manequins que eram originalmente. Voz de Atsumi Tanezaki.
Harada (原田)
Um integrante da boy band C.H.A. que joga contra Mayu no Viginti. Depois de causar o suicídio de uma fã após romper com ela, Harada foi morto por uma bomba com temporizador dada a ele por sua namorada, que era irmã da garota morta. Seu corpo sem alma faz um retorno no episódio 11, e acaba sendo revelado que sua alma foi enviada para o vazio. Voz de Mamoru Miyano.
Shimada (島田)
Ele chega ao Quindecim junto com Tatsumi, onde ambos tiveram de lutar em um jogo de air hockey. Antes do jogo, ele encontra uma faca ensanguentada em sua bolsa sem ter ideia de como ela foi parar lá. Durante o jogo, ele lembra que tem uma irmã chamada Sae, que foi violentamente estuprada por um assediador e que ele matou esse assediador, mas foi mortalmente ferido durante a luta. Em seguida, ele matou quem pensava ser o "cúmplice" do assediador, não sabendo que era Tatsumi. Mais tarde, ele se lembra de que morreu devido a perda de sangue do ferimento fatal que sofreu antes. Nas últimas fases do jogo, ele percebe que quem ele achava que era o cúmplice, era realmente Tatsumi que foi até lá para matar o assediador também. Ele fica extremamente furioso ao descobrir que Tatsumi, que era detetive, realmente testemunhou o ataque á sua irmã, mas não fez nada para salvá-la. Apesar das tentativas de Chiyuki para diminuir sua culpa, ele cede aos insultos de Tatsumi. No final do episódio, sugere-se que ambos foram enviados para o vazio. Voz de Takahiro Sakurai.
Tatsumi (辰巳)
Ele chegou com Shimada ao Quindecim, onde ambos tiveram de lutar em um jogo de air hockey. Ele era um detetive cuja esposa havia sido brutalmente assassinada. Depois de rastrear e matar o culpado, ele começou a monitorar pessoas suspeitas, esperava elas cometerem os crimes e depois as executava, portanto, ele testemunhou o estupro de Sae Shimada. Chegando na casa do estuprador mais tarde, ele encontrou seu cadáver antes de ser fatalmente esfaqueado por Shimada, que assumiu que ele era o "cúmplice" que sua irmã havia mencionado. Ele morreu devido a perda de sangue, assim como Shimada. No final do episódio, sugere-se que tanto ele como Shimada foram enviados para o vazio. Voz de Keiji Fujiwara.
Sachiko Uemura (上村 幸子, Uemura Sachiko)
Uma idosa solitária que foi enviada ao Quindecim, onde joga solteirona com a Mulher de Cabelos Negros e Decim. Ela foi desenhista e a esposa do idoso de Death Billiards. Ao ver desenhada em um carta uma personagem que ela não teve a chance de concluir, deduziu que estava morta, apesar de não se lembrar de como ela morreu e nem querer saber, fica grata em ter visto sua ilustração do jeito que ela imaginou. Depois ela percebe cartas com ilustrações da história Chavvot, ela explica que a história e os sentimentos do autor entraram de tal maneira na mente da Mulher de Cabelos Negros, que a permitiu recordar parte de suas memórias da infância e seu nome, Chiyuki. Depois de terminar o jogo, Sachiko é enviada para a reencarnação. Voz de Ikuko Tani.